# Astragalus horasanicus
Astragalus horasanicus es una especie de planta del género Astragalus, de la familia de las leguminosas, orden Fabales.

## Distribución
Astragalus horasanicus se distribuye por Turquía.

## Taxonomía
Fue descrita científicamente por Podlech. Fue publicada en Feddes Repert. 119(1-2): 32 (2008).